# 達勒姆郡
杜倫郡（英語：County Durham，又譯杜倫郡、達勒姆郡、達拉謨郡或德罕郡，香港又譯對衡郡），英國英格蘭東北部的單一管理區。杜倫是郡治，斯托克頓是最大自治城鎮，达灵顿是第1大鎮，哈特爾浦是第2大鎮，斯托克頓是第3大鎮。
杜倫郡東臨北海，南與北約郡相鄰，西與金巴倫郡相鄰，西北與諾森伯倫郡相鄰，東北與泰恩-威爾郡相鄰。
在2009年之前，杜倫郡是34個非都市郡之一，實際上管轄7個非都市區，本區總面積為2,226km² (第23)，而本區總人口為522,100（第27）；如看待成48個名譽郡之一，它名義上包含多3個單一管理區，全郡總面積增至2,676km² (第19)，而全郡總人口增至880,200 (第23)。
2009年4月，杜倫郡廢除改制為4個單一管理區。

## 行政區劃

### 1972-2009

1. 杜倫市
2. 伊辛頓
3. 索治菲
4. 蒂斯戴爾
5. 威爾河谷
6. 德文特河谷
7. 車士打勒街
8. * 哈特爾浦
9. * 達靈頓
10. * ^ 斯托克頓
* 單一管理區
^ 蒂斯河以南屬北約克郡

杜倫郡是非都市郡，實際管轄7個非都市區：它們分別為 杜倫市、伊辛頓、索治菲、蒂斯戴爾、威爾河谷、德文特河谷，以及車士打勒街；如看待成48個名譽郡之一，它名義上包含多3個單一管理區：它們分別為哈特爾浦、達靈頓、斯托克頓。蒂斯河以北屬杜倫郡，以南屬北約郡。

### 2009-
2009年4月1日，英格蘭地方政府結構變化正式實施，7個英格蘭的郡改革行政區劃，產生9個新的單一管理區。達拉謨由非都市郡改制為4個單一管理區。

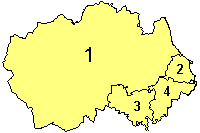
1. 杜倫市 (City of Durham) {單一管理區}
2. 哈特爾浦 (Hartlepool) {單一管理區}
3. 達靈頓 (Darlington) {單一管理區}
4. 斯托克頓 (Stockton) {單一管理區}
全部為單一管理區

## 地理
下圖顯示英格蘭48個名譽郡的分布情況。
杜倫郡位於英格蘭東北部，東臨北海，南與北约克郡（名譽郡）相鄰，西與金巴倫郡（名譽郡）相鄰，西北與諾森伯倫郡（名譽郡）相鄰，東北與泰恩-威爾郡（都市郡）相鄰。